# Petar Skansi
Petar Skansi (Selza, 23 de novembro de 1943 – 4 de abril de 2022) foi um basquetebolista e treinador croata que integrou a seleção iugoslava na conquista da medalha de prata disputada nos XIX Jogos Olímpicos de Verão realizados na Cidade do México em 1968. Como jogador, obteve ainda duas medalhas em Copas do Mundo, sendo uma de prata em 1967 e outra de ouro em 1970, além do segundo lugar na EuroBasket de 1965. Anos mais tarde, como técnico, novamente conquistou a medalha de prata em Barcelona 1992, dirigindo a Croácia.

## Morte
Skansi morreu em 4 de abril de 2022, aos 78 anos de idade.